# Alpha-stabile Verteilungen

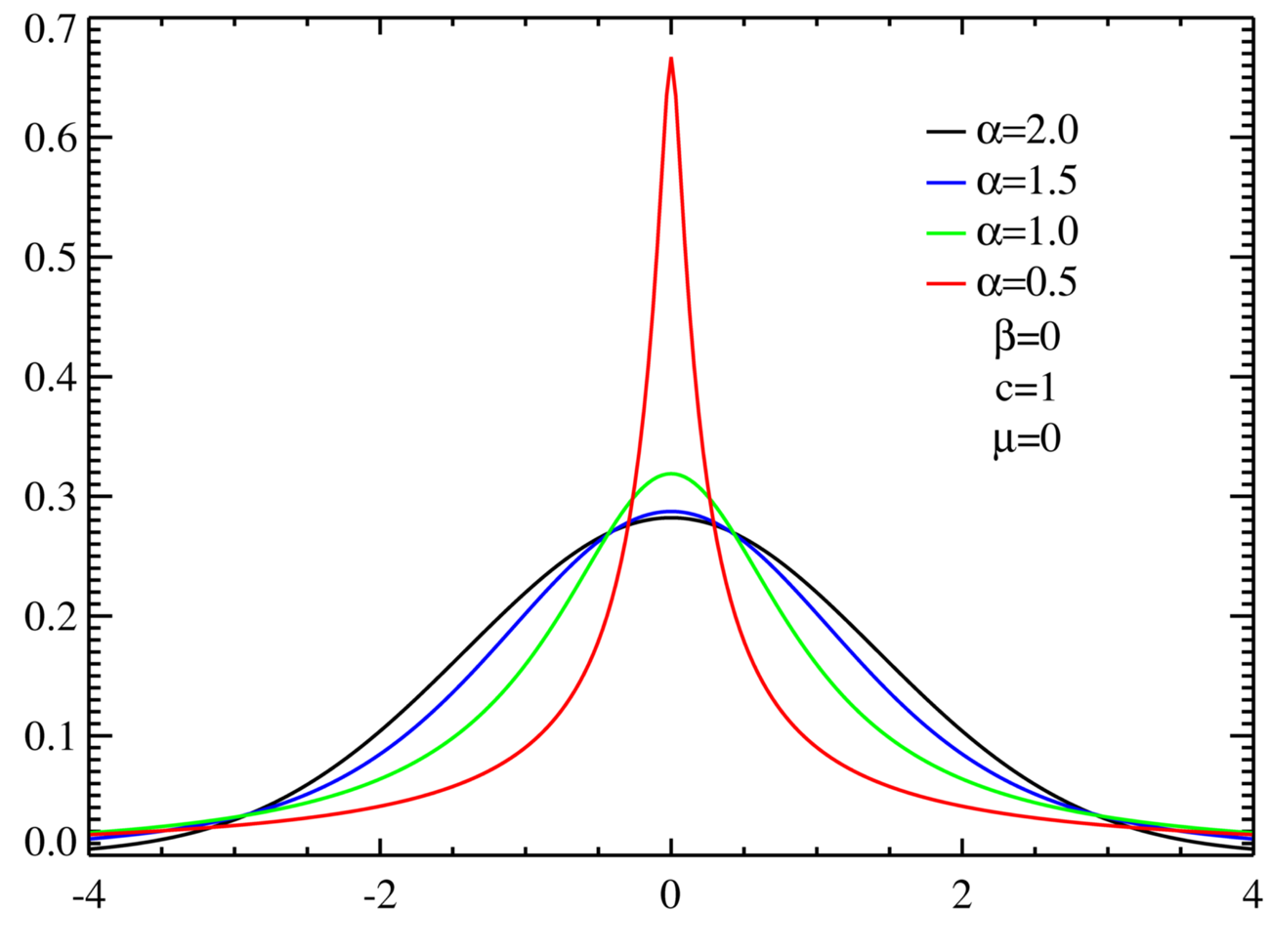
Dichtefunktionen einiger symmetrischer α-stabiler Verteilungen

Die Familie der α-stabilen Verteilungen ist eine Verteilungsklasse von stetigen Wahrscheinlichkeitsverteilungen aus der Stochastik, die durch folgende definierende Eigenschaft beschrieben werden: sind {\displaystyle X_{1},X_{2},\dotsc ,X_{n},X} unabhängige, identisch verteilte Zufallsvariablen, und gilt für die Summe
{\displaystyle X_{1}+X_{2}+\dotsb +X_{n}\sim c_{n}X} für alle {\displaystyle n\in \mathbb {N} } und eine Folge {\displaystyle (c_{n})_{n\in \mathbb {N} }},
so nennt man {\displaystyle X} stabil verteilt, wobei {\displaystyle \sim } als „hat dieselbe Verteilung wie“ zu lesen ist.
Man kann zeigen, dass die einzig mögliche Wahl {\displaystyle c_{n}=n^{1/\alpha },\alpha \in (0,2]} ist. Die reelle Zahl {\displaystyle \alpha } nennt man hierbei den Formparameter.
Da die Theorie der stabilen Verteilungen maßgeblich durch Paul Lévy mitgestaltet wurde, nennt man jene Verteilungen deshalb auch manchmal Lévy-stabile Verteilungen.

## Beispiele
Obwohl die stabilen Verteilungen für jedes {\displaystyle \alpha } des obigen Intervalls wohldefiniert sind, ist nur für wenige spezielle Werte von α die Dichte explizit gegeben:
- Die Normalverteilung mit Erwartungswert 0 ist stabil mit Formparameter {\displaystyle \alpha =2}, denn bekanntlich gilt

{\displaystyle X_{1},X_{2},\ldots ,X_{n}\sim {\mathcal {N}}(0,\sigma ^{2})\Rightarrow \sum _{i=1}^{n}X_{i}\sim {\mathcal {N}}(0,n\sigma ^{2})\sim n^{1/2}{\mathcal {N}}(0,\sigma ^{2})}. Die Normalverteilung ist die einzige Verteilung mit dem Formparameter {\displaystyle \alpha =2}.
- Die zentrierte Cauchy-Verteilung erfüllt die Gleichung

{\displaystyle X_{1},X_{2},\ldots ,X_{n}\sim {\rm {Cauchy}}(0,a)\Rightarrow \sum _{i=1}^{n}X_{i}\sim n\,{\rm {Cauchy}}(0,a)}
sie ist also stabil mit Formparameter {\displaystyle \alpha =1}.
- Die (eigentliche) Standard-Lévy-Verteilung ist stabil mit {\displaystyle \alpha ={\frac {1}{2}}}.

## Eigenschaften

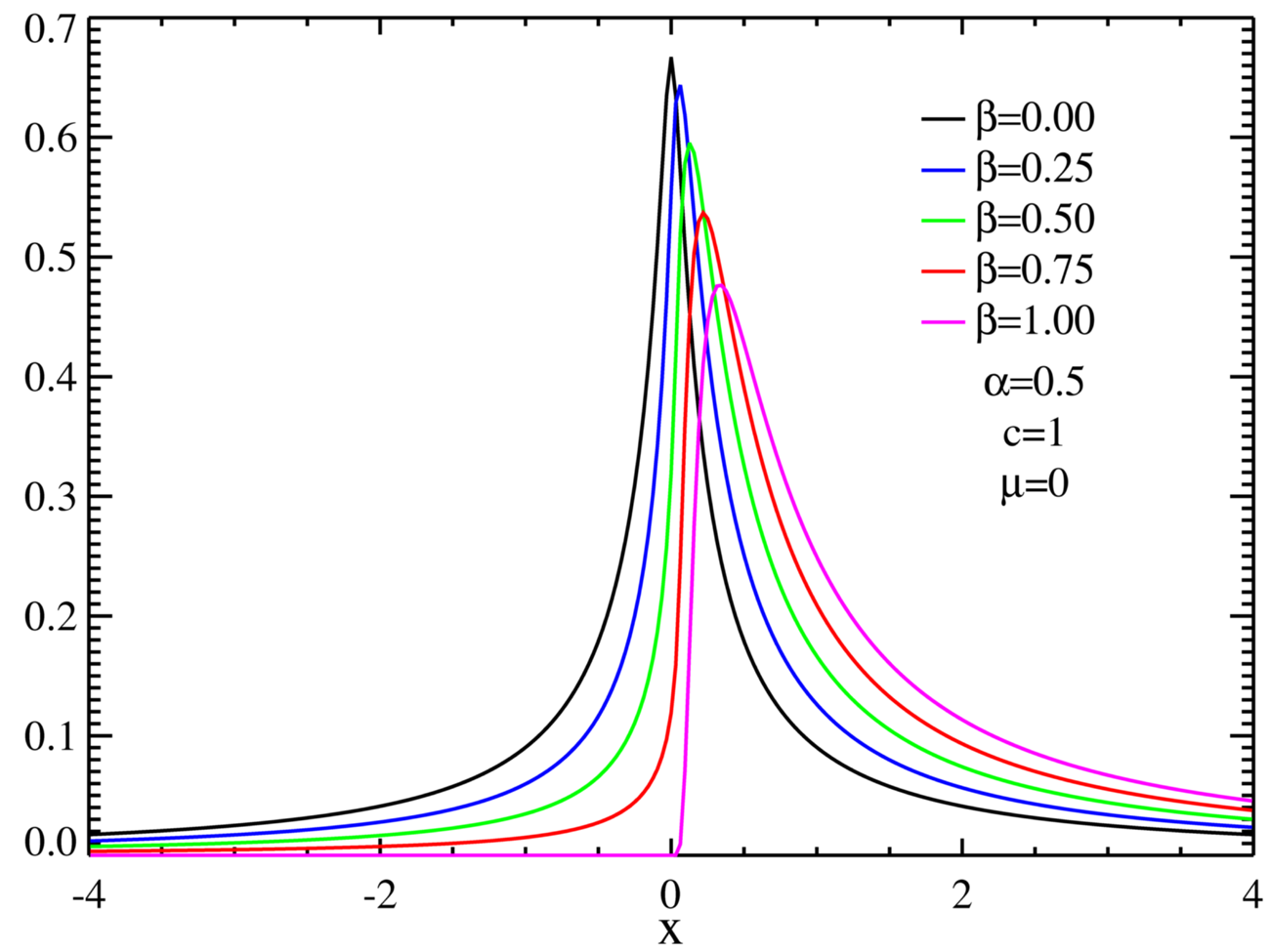
Dichtefunktionen α-stabiler Verteilungen für unterschiedliche Werte des Schiefeparameters und Parameterwerte, und

- Die charakteristische Funktion einer α-stabilen Verteilung ist durch

{\displaystyle \psi _{\alpha ,\beta ,c,\mu }(t)={\begin{cases}\exp \left(i\mu t-c|t|^{\alpha }\left(1-i\beta \tan \left({\frac {\pi \alpha }{2}}\right)\operatorname {sgn}(t)\right)\right)&{\text{für }}\alpha \in (0,1)\cup (1,2]\\\exp \left(i\mu t-c|t|\left(1+i\beta {\frac {2}{\pi }}\ln(|t|)\operatorname {sgn}(t)\right)\right)&{\text{für }}\alpha =1\end{cases}}}
gegeben Der Parameter {\displaystyle \alpha \in (0,2]} heißt charakteristischer Exponent. Der Parameter {\displaystyle \beta \in [-1,1]} heißt Schiefeparameter. Der Parameter {\displaystyle c} ist positiv.  Der Parameter {\displaystyle \mu \in \mathbb {R} } ist ein Lageparameter.
- Endliche Varianz existiert nur für {\displaystyle \alpha =2}. Dies folgt unmittelbar aus dem zentralen Grenzwertsatz. Für {\displaystyle \alpha =2} spezialisiert sich die charakteristische Funktion zu {\displaystyle \exp(i\mu t-ct^{2})}; dies ist  charakteristische Funktion  einer Normalverteilung mit dem Erwartungswert {\displaystyle \mu } und der Varianz  {\displaystyle 2c}.
- Für {\displaystyle 1<\alpha \leq 2} hat die Verteilung den Erwartungswert {\displaystyle \mu }, für {\displaystyle \alpha \leq 1} existiert kein Erwartungswert. Dies folgt mit dem Gesetz der großen Zahlen.
- Alle α-stabilen Verteilungen sind unendlich teilbar und selbstähnlich („selfdecomposable“).

## Analoge Konzepte für diskrete Verteilungen
Für diskrete Verteilungen gibt es den Begriff der diskret-stabilen Verteilung, ein Beispiel einer solchen Verteilung ist die Poisson-Verteilung, welche bei diskret-stabilen Verteilungen einen ähnlichen Stellenwert einnimmt, wie die Normalverteilung bei Lévy-stabilen kontinuierlichen Dichten.